# Hòa âm

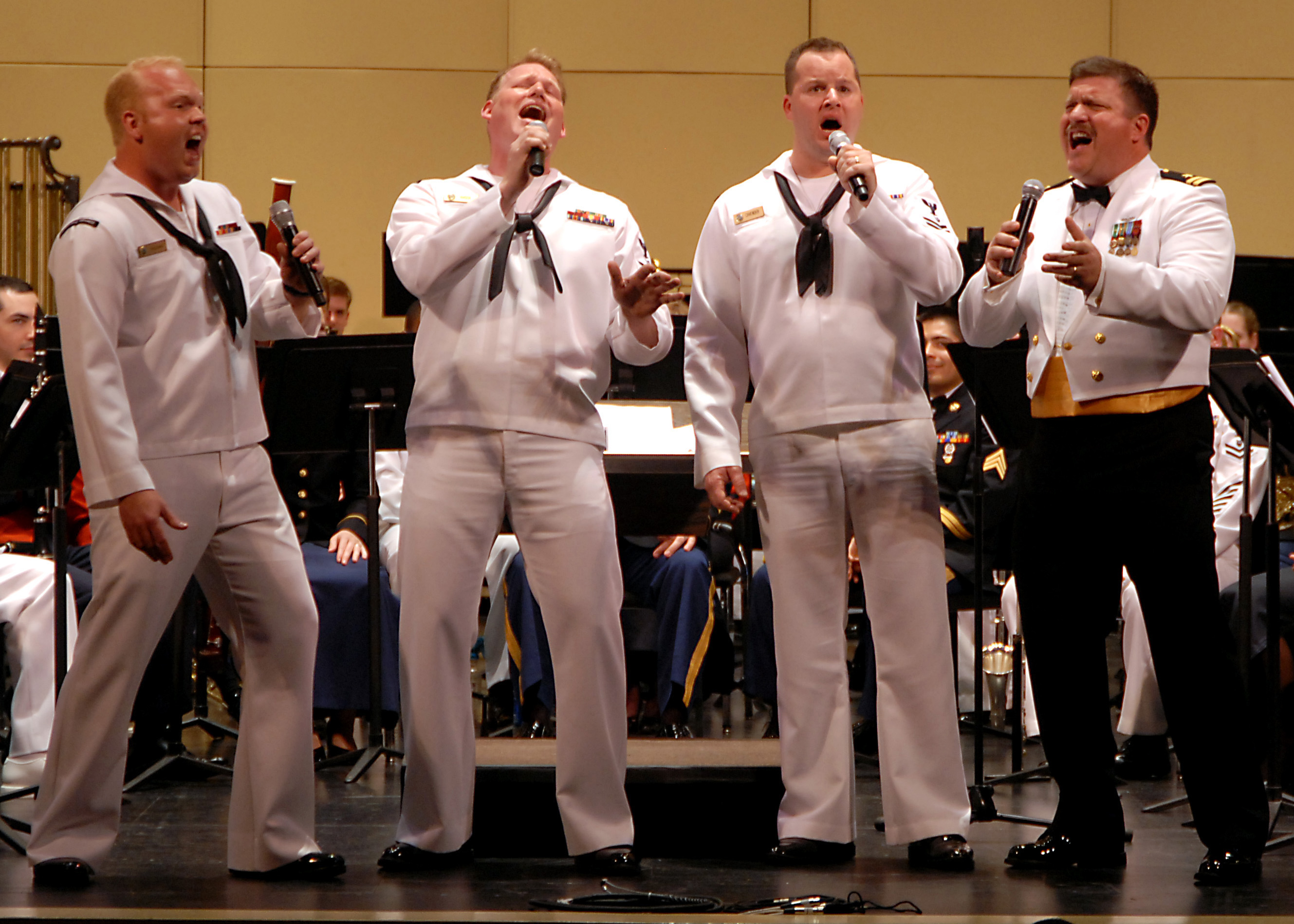
Bộ tứ hớt tóc, chẳng hạn như nhóm Hải quân Hoa Kỳ này, hát những đoạn 4 phần, tạo thành một dòng giai điệu (thường là phần dẫn) và 3 phần hòa âm.

Trong âm nhạc, hòa âm xem xét quá trình trong đó tổng hợp của các âm thanh riêng lẻ, hoặc là sự chồng chất của âm thanh, được phân tích bằng thính giác. Thông thường, điều này có nghĩa là sự đồng thời xuất hiện tần số, cao độ (âm, nốt) hoặc hợp âm.
Nghiên cứu về sự hòa âm bao gồm các hợp âm và tiến trình xây dựng và hợp âm của chúng và các nguyên tắc kết nối chi phối chúng.
Hòa âm thường được cho là đề cập đến khía cạnh "dọc" của âm nhạc, như được phân biệt với dòng giai điệu, hay khía cạnh "ngang".
Counterpoint đề cập đến mối quan hệ giữa các dòng giai điệu và đa âm, trong đó đề cập đến âm thanh đồng thời của các giọng độc lập riêng biệt, do đó đôi khi được phân biệt với hòa âm.
Trong hòa âm phổ biến và jazz, hợp âm được đặt tên theo gốc của chúng cộng với các thuật ngữ và ký tự khác nhau cho thấy phẩm chất của chúng. Trong nhiều loại âm nhạc, đáng chú ý là baroque, lãng mạn, hiện đại và jazz, các hợp âm thường được tăng cường với "căng thẳng". Một căng thẳng là một phần hợp âm bổ sung tạo ra một khoảng tương đối bất đồng liên quan đến âm trầm.
Thông thường, trong thời kỳ thực hành phổ biến cổ điển, một hợp âm không hòa hợp (hợp âm có độ căng) "giải quyết" thành hợp âm hài hòa. Sự hài hòa thường có vẻ dễ chịu cho tai khi có sự cân bằng giữa các âm hài hòa và âm không hài hòa. Nói một cách đơn giản, điều đó xảy ra khi có sự cân bằng giữa những khoảnh khắc "căng thẳng" và "thư giãn". 